# Suffolk (pecora)
La Suffolk è una razza ovina ottenuta in Gran Bretagna a metà Ottocento e allevata principalmente in Scozia per l'ottima qualità della lana. 
Ha il vello bianco con la testa e gli arti nudi e neri. È priva di corna. Ottima pascolatrice, ha bisogno di pascoli fertili per allattare i suoi agnellini.